# 17249 Eliotyoung
17249 Eliotyoung este un asteroid din centura principală de asteroizi.

## Descriere
17249 Eliotyoung este un asteroid din centura principală de asteroizi. A fost descoperit pe 2 aprilie 2000 la Stația Anderson Mesa în cadrul programului LONEOS. Asteroidul prezintă o orbită caracterizată de o semiaxă mare de 3,07 ua, o excentricitate de 0,13 și o înclinație de 2,9° în raport cu ecliptica.